# Callichroma omissum
Callichroma omissum är en skalbaggsart som beskrevs av Schmidt 1924. Callichroma omissum ingår i släktet Callichroma och familjen långhorningar. Inga underarter finns listade.